# 大正ロマン館 (丹波篠山市)
大正ロマン館（たいしょうロマンかん）は、兵庫県丹波篠山市北新町97にある建築物（洋風建築、西洋館）。丹波篠山市景観重要建造物。所有者は丹波篠山市。

## 歴史
1923年（大正12年）、多紀郡篠山町の篠山町役場として竣工した。
1992年（平成4年）に篠山町役場としての使用を終え、改修を経た1993年（平成5年）に大正ロマン館が開館した。城下町篠山観光の拠点施設として活用されている。
2016年（平成28年）2月16日、丹波篠山市景観重要建造物に指定された。
2023年（令和5年）6月12日から8月9日まで館内の改修工事が行われた。

## 建築
木造平屋建。延床面積は約544平方メートル。丹波篠山市の景観重要建造物に指定されている。

## 施設
- 休憩所
- 観光案内所
- 特産品コーナー
- レストラン「ろまんてい」
- 庭園、テラス

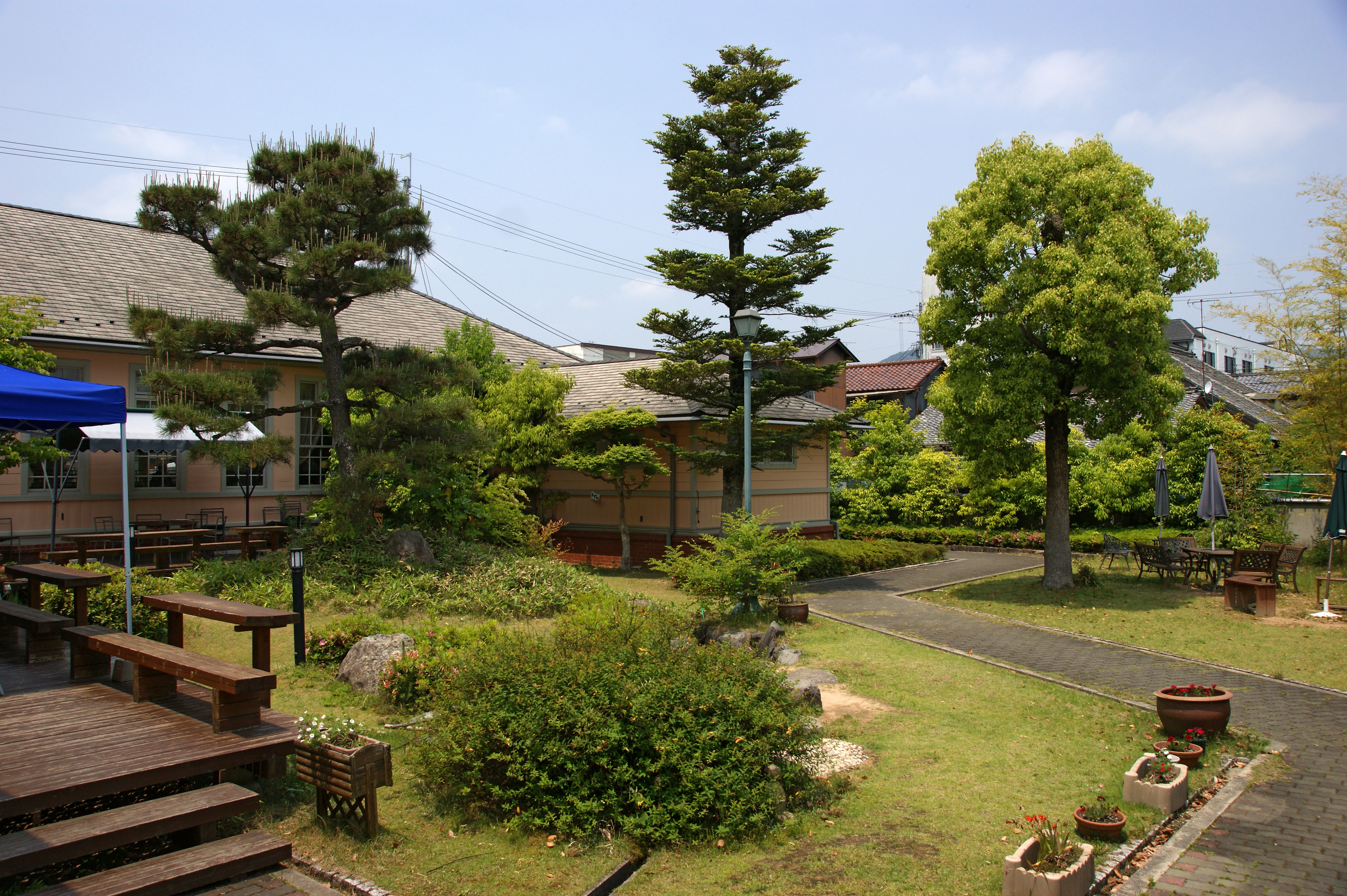
中庭、テラス
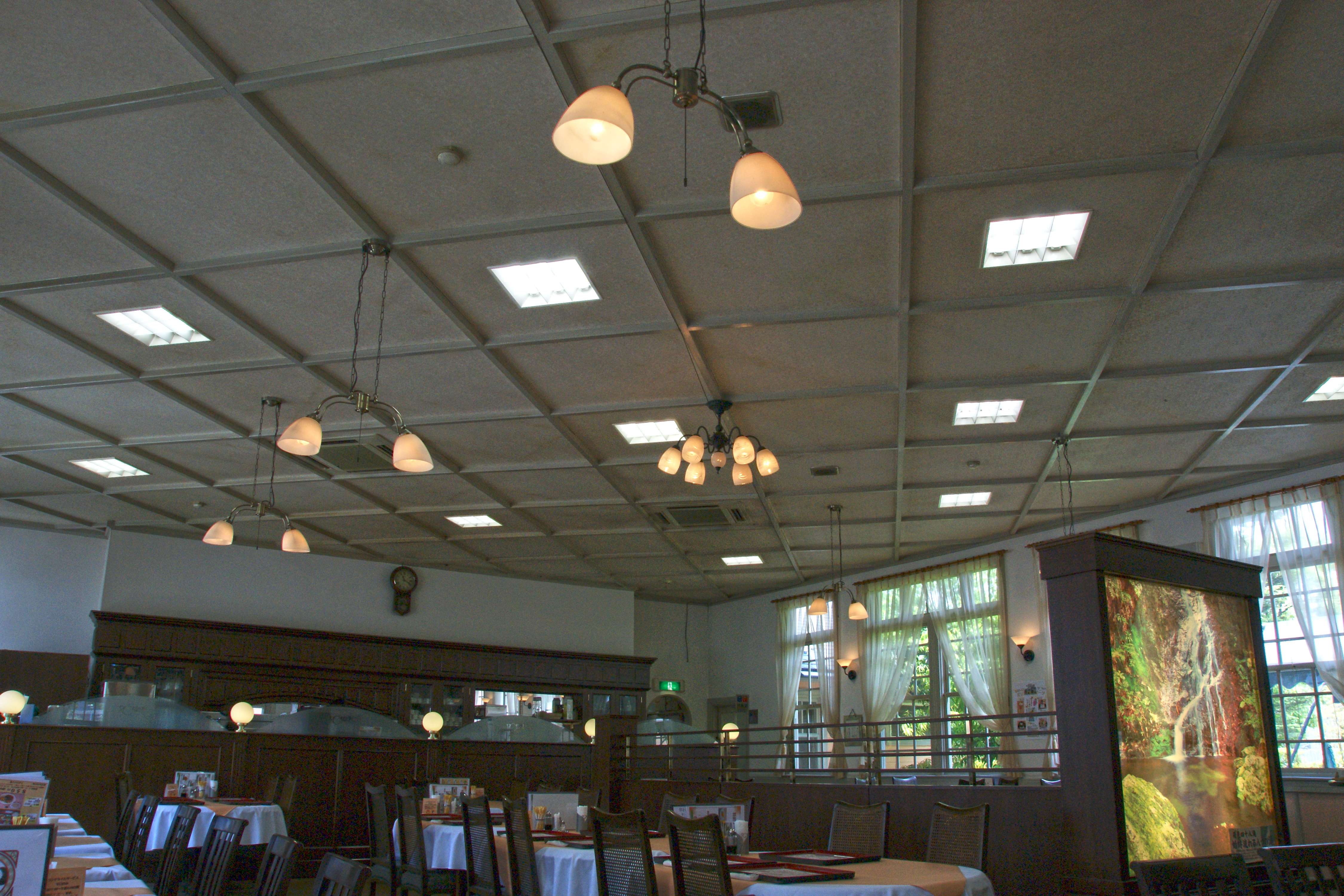
レストラン
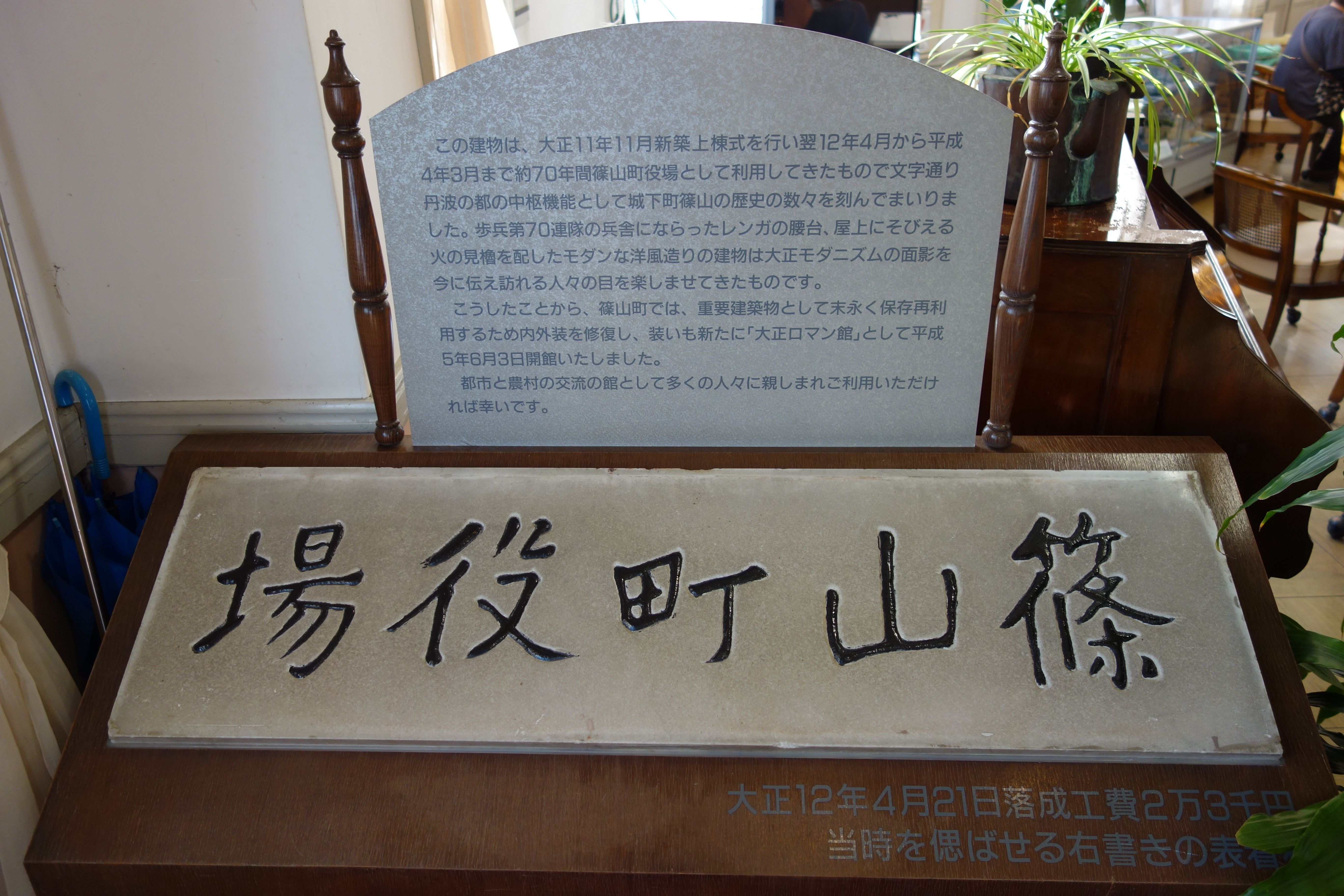
役場当時の表看板と解説

## 交通アクセス
- JR福知山線篠山口駅からウイング神姫（旧神姫グリーンバス）で15分、「二階町」徒歩2分

## 周辺情報
- 丹波篠山市立田園交響ホール
- 丹波篠山市立歴史美術館
- 春日神社
- 篠山城跡
- 篠山伝統的建造物群保存地区
- 青山歴史村 - 旧篠山藩主青山氏別邸
- 安間家資料館 - 江戸時代末期築の武家屋敷
- 丹波杜氏酒造記念会館